# タンクライフRPG ダークブレイズ
『タンクライフRPG ダークブレイズ』は加藤ヒロノリとグループSNEが製作したダンジョン探索もののテーブルトークRPG（TRPG）。2009年6月に新紀元社のRole&Roll RPGシリーズの一つとしてB5判書籍の形態で販売された。表紙イラストはRyoji。

## 概要
『風の谷のナウシカ』や『未来少年コナン』に見られるような「高度な科学文明が崩壊し、中世〜近世レベルまで文明が後退した世界」を舞台にする。この世界の大部分の地域は謎のエネルギー「ダークブレイズ」に汚染され、人が住めない状態になっている。そんな汚染地域を「シャーウッド」と呼ばれる戦車で探索し、古代の科学文明の遺跡から遺物を回収するトレジャーハンターたちの活躍を描いたのが『ダークブレイズ』というTRPGである。シャーウッドはプレイヤーキャラクター（PC）の生活の場にもなる乗り物であり、戦車というより移動住居に近い。それゆえ、このゲームは「タンクライフRPG」というジャンルを冠につけている。

### ボードゲーム風味なTRPG
『ダークブレイズ』は、1回のゲームプレイの流れが以下のような形に完全に定型化されている。
1. 街から戦車で古代遺跡へ向かう（ウィルダネスアドベンチャー）
2. 戦車を降りて古代遺跡を探索する（ダンジョンアドベンチャー）
3. 戦車で街へ帰還する（ウィルダネスアドベンチャー）

この流れ以外のシナリオを作ることができず、他のTRPGに比べると自由なストーリーを作りにくい。これは「システム管理されている部分は、ロールプレイに関係なく楽しめるようにする」。というデザインコンセプトによる。著者の加藤ヒロノリは『ダークブレイズ』のこのコンセプトを指して「ボードゲーム風味なTRPG」と呼んでいる。
シナリオの流れが定型化されている代わりに、シナリオ作成の手間は徹底的に簡易化されており、ダンジョン探索や野外探索中に起こるイベントはほぼ全て表によって自動的に生成できる。ダンジョンマップさえ自動生成可能である。ゲームマスター（GM）は冒険への導入と結末、若干の追加イベントを作るだけで良い。また、1回のプレイが1時間半〜2時間半程度で終えられるため、他の一般的なTRPGよりも気軽にプレイすることが可能である
発生するイベントのランダム性が高いため、GMもプレイヤーと同じくPCを所有して、「自分がGMとして管理するシナリオ」を他のプレイヤーと一緒になってクリアするという遊び方もできる。既製シナリオを遊ぶ場合に限ればGM不在で遊ぶことさえ可能である。

## システム

### キャラクターメイキング
クラス制。PCはキャラクタークラスとして「兵科」を一つ選び、この兵科によりPCが初期に習得できる特殊能力（兵科パワー）が決定される。PCのレベルが上昇すると新しい兵科パワーも習得可能である。
また、PCは兵科以外にも「種族」と、冒険に出ていない間の普段の職業を表す「職能」の二つを決定する必要がある。これらによって「種族パワー」と「職能パワー」という特殊能力が一つずつ習得できる。ただし、これらについてはPCのレベルが上昇しても新しいパワーは習得できない。
PCの能力値やスキル値（技能値）は、兵科と種族の組み合わせによって決定される。能力値は<肉弾><運動><集中>の三種類があり、それぞれの能力値に対応するスキルが3種類ずつある（つまり、スキルは全部で9種類ある）。
能力値とスキル値の数値はどちらも1〜5の範囲をとる。
#種族および#兵科の節も参照。

### 行為判定
行為判定は個数カウント形式の下方判定である。
『ダークブレイズ』の行為判定は全て能力値とスキルの組み合わせで行われる。例えば、接近戦の武器を扱う判定は<肉弾&白兵>の判定である（肉弾が能力値、白兵がスキル）。ダンジョンで罠を解除する判定は<運動&冒険>となる（運動が能力値、冒険がスキル）。
行為判定は以下の手順で行われる。
1. GMは行為判定に使用する能力値とスキルを宣言する。
2. PCは六面体サイコロ3つを振り、「（判定に使用する）能力値とスキル以下」の出目が出たサイコロの数を数える。
3. それぞれの出目の数を合計する。その数が行為判定の「成功度」である。成功度がGMの提起した「難易度」以上ならば判定は成功とみなされる。

行為判定の例
PCがダンジョン内で隠し扉がないか判定することになった。GMは判定に必要な能力値とスキルの組み合わせは<運動&冒険>、難易度は4と述べた。
PC の<運動>能力値の値は3、<冒険>スキルの値は4とする。まず<運動>能力値から判定する。PCがサイコロを3つ振ると出目は「2, 3, 4」。PCの<運動>能力値の値は3なので、それ以下の出目のサイコロは「2」と「3」の2つ。つまり、能力値の判定で成功したサイコロの数は「2個」である。
次に<冒険>スキルは4なので、それ以下の出目のサイコロは「2」と「3」と「4」の3つ。つまり、スキルの判定で成功したサイコロの数は「3個」である。
能力値とスキルの判定に成功したダイスの数を合計すると「5」。これが一連の行為判定の成功度となる。成功度「5」はGMが提示した難易度「4」以上であるため、一連の行為判定は成功したとみなされる。

#### クリティカルとファンブル
能力値もしくはスキルの判定で、三つのサイコロの出目が全て2以下が出た場合はクリティカルとみなされ、一連の判定の成功度は「6+スキル値」に固定される。逆に、三つのサイコロの出目が全て5以上が出た場合はファンブルとみなされ、一連の判定の成功度は「0」に固定される。

#### 協力判定
このゲームでは、一つの行為判定を複数人で協力して行うこともできる。この場合、協力判定に参加する全員が同じ難易度の判定を行う。判定の成功度について「最も高かった」PCの結果が適用される。
ただし、ファンブルが出たPCがいた場合、上記の成功度からファンブルするごとに-1する。

### BP（ブレイズポイント）
この世界は「ダークブレイズ」と呼ばれる謎のエネルギーによって汚染されている。ダークブレイズは人類にとって危険なエネルギーではあるが、同時に様々な不思議な力を発揮する魅惑的なエネルギーでもある。
PCはこの「ダークブレイズ」をあえてとりこむことで瞬間的にではあるが超人的な力を発揮できる。これを表現するため、兵科パワー、種族パワー、職能パワーといった特殊能力は「ダークブレイズを使って使用する」ものが存在する。
PC がどれだけのダークブレイズをとりこんだかを表すのがBP（ブレイズポイント）である。PCはパワーを使用するたびに決められただけのBPを受け取らなくてはならない。このBPが6点を超えるたびに「汚染段階」が一段階上昇する。汚染段階が四段階目にいったものは廃人となる。また、汚染段階が三段階目未満であっても、街に帰った後（つまりシナリオ終了後）に、浄化のための「入院」が必要となる。入院には費用がかかるので、汚染したまま街に帰還するとせっかくの報酬が目減りしてしまうことになる。
また、PCはパワーを使わなくても、ドライアドランタンを使わずに野外を探索したり、イベントなどの結果でBPがたまることがある。

### シャーウッド
シャーウッドはPCパーティーが汚染地域に向かうときに使用する戦車である。戦車といっても車体は粘土や木材でできており、その外見は「キャタピラつきの家」に近い。
このゲームでは、シャーウッドはパーツのカスタマイズにより強化が可能になる。シャーウッドは戦闘能力を強化できるだけでなく、休息施設としての機能も強化することができる。街から古代遺跡に向かうには数日かかるのが普通なため、シャーウッドは旅程中のPCの生活空間となる。そのため、シャーウッドの休息施設としての機能はPCにとっては生命をつなげるものでもある。
シャーウッドの戦闘能力は高く、その砲撃は低レベルのPCが生身で戦闘するよりもはるかに強い。しかし、モンスターに先攻をとられるとシャーウッドはそのラウンド中は攻撃不可になるという弱点がある（小回りが効かないことの表現）。また、古代遺跡（ダンジョン）内部にはシャーウッドは入れないことが多い。

### ドライアドランタン
ドライアドランタンとは、ドライアドと呼ばれる人工精霊が封じ込められたランタンのことである。ドライアドランタンはシャーウッドの動力源であり、ランタンを置いておくだけでシャーウッドは動力を補給できる。
ドライアドランタンは周囲のダークブレイズを浄化する働きがあるため、シャーウッドを降りて野外や遺跡（ダンジョン）を探索するときはランタンをもっていかなくてはならない。ただしランタンには1回のセッションにおける稼働時間が設定されており、ダンジョンの奥深くでランタンの稼働時間が尽きるとダークブレイズに汚染されながら（BPを溜めながら）探索を続けなくてはならなくなる。

#### ドライアド
ドライアドランタンに封じられたドライアドは単なる道具ではなく、自我をもっている（会話はできない）。ドライアドは一体毎に「性格」が決まっている。この「性格」は専用の表によって決められる。
PC も同じ表を使って、一人一人の「性格」が決定される。そして、ドライアドの「性格」とPCの「性格」の組み合わせによって、ドライアドと特定PCとの相性が決まる。例えば性格が「お茶目」なドライアドは、性格が「きまぐれ」なPCと相性がよく、性格が「根暗」なPCと相性が悪い。
ドライアドは感情に左右される存在であり、それを表すためドライアドの「ご機嫌表」がある。ご機嫌表は「満足度」と「不満度」の二つで管理される表である。もしもドライアドと相性が良いPCがなんらかの判定でクリティカルするとドライアドの満足度が1点上昇する。しかしファンブルすると不満度が1点上昇する。逆に、ドライアドと相性が悪いPCがなんらかの判定でクリティカルすると不満度が1点上昇し、ファンブルすると満足度が1点上昇する。そして、満足度や不満度が一定の点数になる毎に、ドライアドの力でPCパーティーに祝福（HPやBPの回復など）もしくは災厄（BPの増加など）が襲い掛かる。
また、ドライアドは「ドライアドパワー」と呼ばれる特殊能力を持っている。使用回数は限定されるが、どれもPCパーティーの危機を救うことができる強力なものばかりである（HPの大量回復、PCパーティー全体の瞬間移動など）。

## 世界設定

### 世界概略
『ダークブレイズ』の舞台となるのは、かつて高度な科学文明が存在していた世界である。世界のほとんどの地域は「ダークブレイズ」と呼ばれる謎のエネルギーに汚染されていて、人類が住める場所でなくなっている。人類は汚染されていないわずかな地域で少人数の集落を作り暮らしている。集落と集落の間は汚染地域が広がるため、交流はないに等しい。
文明レベルは集落によって異なるが、ゲームの主要なホームタウンである「ユグドラシア」では洗濯機や冷蔵庫に似た機能がある道具を家庭に置ける程度まで文化生活が復興している。ただしこれはこの世界での最高レベルに属する。また、道具を作る金属素材自体が不足しているため、生活の基盤は木工製品が占めている（武器については鉄が使われている）。ユグドラシアは緑に守られた街ということもあり、街の外見的にはかなり牧歌的なイメージが強い。また、ユグドラシアには人間以外にもエルフやドワーフなどのおなじみの種族がいて、魔法使いのようなファンタジックな職業の者もいる。このことからヴィジュアル的には剣と魔法のファンタジー世界に近い雰囲気がある。
ユグドラシアはダークブレイズを浄化できる巨木「ユグドラシル」の周囲に作られた街で、この巨木のおかげでこの街は世界でも最大規模にまで発展した。

### ダークブレイズとブレイズコア
世界の大部分を占めている謎のエネルギー「ダークブレイズ」は、自然界の生態を大きくゆがめてしまっている。ダークブレイズに汚染された地域ではモンスターが跋扈し、天候は荒廃し、汚染された大気は人類にとっては毒そのものである。また、光をさえぎる特性があり、ダークブレイズの濃い地域はまさに闇に閉ざされている。
ダークブレイズは古代文明が生み出した永久機関「ブレイズコア」から漏れ出しているエネルギーである。ブレイズコアは古代文明を支える技術として大量に作られたが、あるときそれが暴走。ダークブレイズを無尽蔵に漏らし続け世界を汚染させてしまって古代文明は崩壊してしまった。ブレイズコアの中には文明崩壊から500年たった現在でも暴走が収まらずダークブレイズを吐き出し続けているものもあり、汚染地域を広げる原因となっている。このブレイズコアを破壊もしくは停止させることができればダークブレイズ汚染の拡大を防げるため、汚染地域にあるブレイズコアの停止は「戦車載り」に期待される役割の一つになっている。
諸悪の元凶のようにあつかわれがちなブレイズコアだが、暴走さえしなければ人類たちにとっては貴重な旧文明の遺産となる。戦車載りが回収した「暴走をとめたブレイズコア」はユグドラシアで武器や戦車のパワーアップ素材に使われることもある。ブレイズコアを組み込んだ武器は「アイアンフィスト」と呼ばれ、「回転刃のついた斧」「ロケットエンジンがついた槍」など、奇想天外なカラクリが組み込まれたものとなっている。また、旧世紀に使われていた武器「銃器」などもアイアンフィスト扱いであり、ブレイズコアがないと製作できない。
汚染地域に住むのはモンスターだけでなく、ダークエルフと呼ばれるヒューマノイド型の知的生物たちもすんでいる。彼らはダークブレイズに適応した体をもっているが、モンスターや暴走する自然の脅威にさらされ、古代文明の遺品にすがりつきながら必死に暮らしているところは人間たちと同じである。彼らの"領域"を侵しにくる「戦車載り」とはたびたび衝突を起こす。

### ユグドラシルエンジンとシャーウッド
ユグドラシアを象徴する巨木ユグドラシルは、ダークブレイズを浄化する力を持つ。ユグドラシアの住人たちは長い時間をかけて、ユグドラシルの根の一部を切り取り培養する株わけの園芸技術を発展させた。こうして培養増殖された「ユグドラシルの株」は周囲を浄化するだけでなく不思議なエネルギーを発しており、かつての「ブレイズコア」に似た特性をもっていた。ただし、ブレイズコアと違い発生するエネルギーはクリーンなものであった
この「ユグドラシルの株」から発生するエネルギーを人工精霊ドライアドの力を借りて制御したものが「ユグドラシルエンジン」である。エンジンといっても見た目は「大きな切り株に、ドライアドの入ったランタンを載せただけ」であり、機械的なイメージは皆無である。しかし、この「ユグドラシルエンジン」のエネルギーで動かすことができる製品がいくつも作られるようになり、ユグドラシアの文化レベルは飛躍的に向上した。現在では冷蔵庫や洗濯機、暖房などの機能を持つ製品が家庭に普及している。ただし、この世界では資源は非常に貴重なものなので、「ユグドラシルエンジン」は100年単位で大切に使用されるものである。
「ユグドラシルエンジン」を使った発明でもっとも大きなものが、戦車「シャーウッド」である。「キャタピラと大砲がついたキャンピングカー」とでもいうべきこれは、それまで不可能だった汚染地域への長期探索を可能にした。これをきっかけにユグドラシアでは汚染地域を探索する「戦車載り」と呼ばれる者達が生まれた。

### 戦車載り
「戦車載り」とは、シャーウッドに搭乗して汚染地域を探索する冒険者たちのことである。このゲームのPCたちは基本的にこの戦車載りとなる。
外の世界で発見した様々な情報、そして何より外から回収されてくる金属素材などの資源や古代文明の遺品は、街の更なる発展にはかかせないため、ユグドラシアの議会は戦車載りを大々的にサポートしている。
そうして作られた戦車載りの互助組織が「ブレイズ探検隊」である。「ブレイズ探検隊」は議会の依頼を戦車載りに伝えたり、冒険のためのサポートをしてくれる組織である。
戦車載りはユグドラシアでは民兵として扱われ、探索での功績によって勲章を得る。どのような勲章がもらえるかはゲームルールによって管理されており、勲功をためると特別な効果が得られることもある。

## 種族
- ヒト - いわゆる人間のこと。
- エルフ - 耳が長くやせ型長身の種族。自然科学に興味を持つことが多い。
- ドワーフ - やや身長が低めでがっしりした体格の種族。職工全般に長けている。
- モノミミ - 見た目は人間と変わらないが、頭頂にキツネのような耳があり、尻にはネコのような尻尾が生えている。運動能力に優れている
- ヴァルキリー - 見た目は人間と変わらないが、羽が生えている。卵生で女性しか存在しない。強靭な筋力を持つ大柄な種族。ヴァルキリータワーで追加。

## 兵科
- ウォーヘッド - ブレイズコアを埋め込んだカラクリ武器（アイアンフィスト）を使いこなす戦士。
- ブレイブナイト - 盾を使いこなし、仲間を守ることを得意とする騎士。
- ホークアイ - 長い銃身の銃を使いこなす狙撃手。敵のガードを貫くことができる。
- ロックシューター - ブランダーバス（ラッパ銃）での散弾攻撃を得意とする射手。一度に複数の敵を攻撃できる。
- アルカナストライカー - ダークブレイズの力を使って様々な攻撃魔法を使いこなす術師。
- ライフセイバー - ダークブレイズの力を癒しの力に変換する術師。
- ドレッドノート - ヴァルキリー族に伝わる戦法を使いこなす暗殺戦士。ヴァルキリータワーで追加。
- トランスポーター - ダークブレイズの力で時空を操る術師。ヴァルキリータワーで追加。
- レッドペインター - 片手武器を扱うマルチクラス。アバドンゲートで追加。

## 作品一覧
- タンクライフRPG ダークブレイズ（基本ルールブック） ISBN 978-4-7753-0712-0
- サプリメント1 ヴァルキリータワー（サプリメント） ISBN 978-4-7753-0732-8
- サプリメント2 アバドンゲート（サプリメント） ISBN 978-4-7753-0765-6
- サプリメント3 ブラッディ・コープス（サプリメント） ISBN 978-4-7753-0785-4
- リプレイブック 災い起こすテンブラー（リプレイ） ISBN 978-4-7753-0742-7
- リプレイブック 狭間を駆けるヴァンガード（リプレイ） ISBN 978-4-7753-0809-7
- イラストレーター・セッション それゆけ!中古車戦車隊!（リプレイ） ISBN 978-4-7753-0867-7